# Klaus Erich Agthe
Klaus Erich Agthe (* 12. August 1930 in Niederholzhausen) ist ein deutschamerikanischer Geschäftsmann und Autor.

## Leben

### Jugend und Ausbildung
Klaus Agthe wuchs in Apolda auf, besuchte das Gymnasium in Weimar und studierte Betriebswirtschaft an der Humboldt-Universität in Berlin unter Professor Konrad Mellerowicz. Agthe war, ohne einen Studienplatz zu haben, nach Berlin gefahren und hatte direkt bei Professor Mellerowicz vorgesprochen. Dieser organisierte die Immatrikulation, obwohl er Agthe vorher nicht persönlich kannte. Im Zuge des Studiums folgte er Mellerowicz an die Technische Universität Berlin, wo er 1958 mit der Arbeit „Die Abweichungen in der Plankostenrechnung : Ihre Ermittlung, Analyse und Verrechnung“ promovierte. Doktorvater war wiederum Konrad Mellerowicz.
Zwischenzeitlich verbrachte Agthe ein Jahr an der Indiana University in Bloomington, Indiana, USA. Die dortig gesammelten Erfahrungen und Eindrücke waren für sein weiteres Leben prägend.

### Beruflicher Werdegang
Nach dem Studium arbeitete Agthe zunächst bei Standard Elektrik Lorenz in Stuttgart, wo er vom damaligen Leiter des Mutterkonzerns ITT, Harold Geneen, entscheidend beeinflusst wurde. 1966 ging er nach Braunschweig zu Schmalbach-Lubeca, wo er bis in den Unternehmensvorstand aufstieg.  Nach der Übernahme Schmalbach-Lubecas durch die amerikanische Continental Can Company wurde Agthe 1976 in die USA gerufen und übernahm eine führende Rolle bei Continental Can, mit Verantwortung für die Geschäfte im Mittleren Osten, Afrika und Asien.
1983 verließ Agthe die inzwischen Continental Group genannte Firma und wechselte zur US-Tochter der Brown, Boveri & Cie., deren Leitung er als Chief Executive Officer übernahm. Auch nach Brown Boveris Fusion mit ASEA, aus der die Asea Brown Boveri hervorging, leitete Agthe das US-Geschäft.  Nach der Fusion ABBs mit Combustion Engineering erwog Agthe in den Ruhestand zu gehen, wurde nach der Wende von ABB jedoch gebeten, ABB bei Geschäften mit der Treuhandgesellschaft zu vertreten.  Agthe übersiedelte deshalb nach Berlin und verbrachte die nächsten zwei Jahre mit der Akquisition verschiedener ehemaliger Volkseigener Betriebe.
1992 ging Agthe zurück in die USA, wo er seine beruflichen Karriere als eigenständiger Consultant und Mitglied verschiedener Aufsichtsräte abschloss.  Unter anderem wurde er in die Aufsichtsräte der Yellow Freight Corporation und VIAG North America gewählt. Seit 1984 ist er amerikanischer Staatsbürger und lebt seit 2005 im Ruhestand.

### Betätigung als Autor
Agthe ist Autor und co-Autor verschiedener Bücher und Artikel über Plankostenrechnung und Betriebswirtschaft, unter anderem des 1958 erschienenen Buchs „Die Abweichungen in der Plankostenrechnung: Ihre Ermittlung, Analyse u. Verrechnung“ und „Strategie und Wachstum der Unternehmung : Praxis d. langfristigen Planung“, erschienen 1974.
In betriebswirtschaftlichen Kreisen wird noch heute der 1959 in der Zeitschrift für Betriebswirtschaft erschienene Artikel „Stufenweise Fixkostendeckung im System des Direct Costing“ als bahnbrechend erwähnt.
Im November 2008 erschien eine Autobiographie unter dem Titel Shadows of War: A German Life in the Century of Extremes in den USA.

## Werke
- Die Abweichungen in der Plankostenrechnung: Ihre Ermittlung, Analyse u. Verrechnung. Haufe, Freiburg i. Br., 1958
- Stufenweise Fixkostendeckung im System des Direct Costing, Zeitschrift für Betriebswirtschaft, 29. Jg., 1959
- Kostenplanung und Kostenkontrolle im Industriebetrieb, Verlag für Unternehmensführung Gehlen, Baden-Baden, 1963
- Konjunkturgerechte Unternehmenspolitik, Verlag für Unternehmensführung Gehlen, Baden-Baden, 1969
- Strategie und Wachstum der Unternehmung : Praxis d. langfristigen Planung. Verlag für Unternehmensführung Gehlen, Baden-Baden, Bad Homburg (vor der Höhe), 1972
- From Communism to Capitalism: A Businessman's Diary of the Changes in East Germany, Indiana University International Business Forum, Bloomington, Indiana 1992
- Shadows of War: A German Life in the Century of Extremes.  Booksurge Publishing, 2008, ISBN 978-1-4196-9235-2

## Auszeichnungen
1978: Aufnahme in die "Academy of Alumni Fellows" der Kelley School of Business, Indiana University, Bloomington, Indiana, USA